# Гёкчен, Сабиха
Сабиха́ Гёкче́н (тур. Sabiha Gökçen; 22 марта 1913, Бурса — 22 марта 2001, Анкара) — турецкая военнослужащая-пилот, в 23 года стала первой в Турции женщиной-пилотом и первой турчанкой — военным пилотом-истребителем. Одна из восьми приёмных дочерей Ататюрка.

## Биография

### Ранние годы
Согласно турецким источникам и интервью самой Сабихи Гёкчен, она была дочерью Мустафы Иззет-бея и Хайрийе-ханым, которые были этническими боснийцами. Журналист Грант Динк написал статью «Тайна Сабихи-Хатун» (Sabiha Hatun’un Sırrı), в которой бывшая жительница Газиантепа Рипсимэ Себилджян (Hripsime Sebilciyan) утверждала, что была родственницей Гёкчен, подразумевая её армянскую родословную. Официальные турецкие источники и другая приёмная дочь Ататюрка, Улькю Адатепе (погибла в автокатастрофе 1 августа 2012 г.), оспорили эту версию.

### Карьера и знакомство с Ататюрком
Во время посещения Ататюрком Бурсы в 1925 году Сабихе было 12 лет. Ознакомившись с её биографией и узнав про её бедную и тяжёлую жизнь, Ататюрк решил удочерить её, при этом попросив разрешения у её брата, так как Сабихе предстояло переехать во дворец президента в Анкаре, где она будет жить с другими дочерьми Ататюрка — Зехрой, Афет и Рукией. Сабиха окончила начальную школу в Анкаре и Ускюдарский колледж для девочек в Стамбульском районе Ускюдар.
После введения закона о фамилиях, 19 декабря 1934 года, Ататюрк дал ей фамилию Гёкчен (тур. Gök — небо). Однако в то время Сабиха не имела ничего общего с небом и самолётами.
Ататюрк часто уделял внимание авиации, также следил за фондом турецкой Аэронавигационной Ассоциации. Сабиха была вместе с Ататюрком на церемонии открытия лётной школы Türkkuşu («Турецкие пташки») 5 мая 1935 года, частью которой было авиашоу планеров и парашютистов, приглашённых из зарубежных стран. Позже Ататюрк спросил Сабиху, хочет ли она стать лётчиком, она кивнула, сказав: «Да, действительно, я готова прямо сейчас». Ататюрк поручил директору лётной школы Фуаду Булдже зарегистрировать Гёкчен как первую женщину-стажёра, вскоре она получила лицензию пилота. Вместе с семью другими студентами Гёкчен послали в СССР на курс макетирования самолётов[уточнить]. Когда Сабиха была в Москве, она узнала, что её сестра Зехра умерла, и немедленно возвратилась назад в Турцию, оставив обучение на некоторое время.
В начале 1936 года Ататюрк убедил её поступить в Академию Воздушных сил для того, чтобы она стала первой женщиной — военным пилотом в Турции. Она улучшила свои навыки и хорошо управляла бомбардировщиками и истребителями на авиабазе в Эскишехире, приобрела лётный опыт в учениях, проводившихся в Эгейском и Фракийском регионах Турции в 1937 году. В том же году она приняла участие в военной операции против восстания дерсимских курдов. Иногда утверждается, что она стала первой в мире женщиной — военным пилотом, но это неправда, так как значительное число женщин стали военными пилотами на десятилетия раньше Гёкчен, к примеру Евгения Шаховская или Мари Марвинг.
Тем не менее, именно Гёкчен является первой женщиной — штурман-бомбардиром, напрямую участвовавшей в боевых действиях.
В 1938 году она выполнила пятидневный полёт вокруг балканских стран. Позже она была назначена главным тренером лётной школы Türkkuşu при Аэронавигационной ассоциации Турции, где служила до 1955 года и стала членом исполнительного органа ассоциации. Сабиха Гёкчен летала по всему миру в течение 28 лет — до 1964 года. Она написала книгу «Жизнь по пути Ататюрка» (Atatürk'le Bir Ömür), которая была издана в 1981 году турецкой Аэронавигационной ассоциацией, к столетию со дня рождения Ататюрка.
В течение своей карьеры в турецких военно-воздушных силах Гёкчен пилотировала 22 различных типа самолёта в течение более чем 8000 часов, из них 32 часа были боевыми вылетами.

## Память
- Второй международный аэропорт Стамбула, на азиатской стороне, назван в честь Сабихи Гёкчен.
- Она была единственной женщиной-пилотом на плакате «20 самых известных лётчиков в истории», изданном Воздушными силами США в 1996 году[14].